# Red Bull Air Race World Series seizoen 2003
Het 2003 seizoen van de Red Bull Air Race World Series is het eerste seizoen van de racecompetitie.

## Race-kalender
| 2003 Red Bull Air Race World Series Race-kalender | 2003 Red Bull Air Race World Series Race-kalender | 2003 Red Bull Air Race World Series Race-kalender | 2003 Red Bull Air Race World Series Race-kalender |
| Nr.                                               | Datum                                             | Locatie                                           | Land                                              |
| ------------------------------------------------- | ------------------------------------------------- | ------------------------------------------------- | ------------------------------------------------- |
| 1                                                 | 28 juni                                           | Zeltweg                                           | Oostenrijk                                        |
| 2                                                 | 20 augustus                                       | Tököl Airport, Boedapest                          | Hongarije                                         |

## Uitslagen en standen
| Winnaar | Verliezend finalist | Winnaar "3rd Place Fly-off" | Punten gescoord | Geen punten gescoord | DQ = Gedisqualificeerd | NG = Niet gestart | TP = Technische problemen |

| 2003 Red Bull Air Race World Series Uitslagen en standen | 2003 Red Bull Air Race World Series Uitslagen en standen | 2003 Red Bull Air Race World Series Uitslagen en standen | 2003 Red Bull Air Race World Series Uitslagen en standen | 2003 Red Bull Air Race World Series Uitslagen en standen | 2003 Red Bull Air Race World Series Uitslagen en standen |
| Positie                                                  | Piloot                                                   | Team                                                     | AUT                                                      | HUN                                                      | Aantal punten                                            |
| -------------------------------------------------------- | -------------------------------------------------------- | -------------------------------------------------------- | -------------------------------------------------------- | -------------------------------------------------------- | -------------------------------------------------------- |
| 1                                                        | Peter Besenyei                                           | Red Bull                                                 | 1                                                        | 1                                                        | 6                                                        |
| 2                                                        | Klaus Schrodt                                            | betandwin                                                | NG                                                       | 2                                                        | 5                                                        |
| 3                                                        | Kirby Chambliss                                          | Red Bull                                                 | NG                                                       | 3                                                        | 4                                                        |
| 4                                                        | Jurgis Kairys                                            | Kairys                                                   | 2                                                        | NG                                                       | 0                                                        |
| 4                                                        | Paul Bonhomme                                            | Bonhomme                                                 | 3                                                        | NG                                                       | 0                                                        |
| 4                                                        | Steve Jones                                              | Jones                                                    | NG                                                       | NG                                                       | 0                                                        |
| 4                                                        | Alejandro Maclean                                        | Maclean                                                  | NG                                                       | NG                                                       | 0                                                        |

2003 · 2004 · 2005 · 2006 · 2007 · 2008 · 2009 · 2010 · 2014 · 2015 · 2016 · 2017 · 2018 · 2019
Lijst van piloten